# 디딤이앤에프
디딤이앤에프(Didim E&F Inc.)는 대한민국의 기업이다. 본사는 인천광역시 남동구 호구포로 194, 제1509호에 위치해 있으며 대표이사는 김대은이다.

2024년 12월 23일을 기점으로 사명이 변경되었다. (현 '선샤인푸드 주식회사')
선샤인푸드 주식회사(구 주식회사 디딤이앤에프)는 국내 외식 산업을 선도하며,
고객에게 최상의 맛과 경험을 제공하기 위해 끊임없이 변화와 성장을 도모하고 있는 기업입니다.
2006년 설립 이후, 마포갈매기, 백제원, 공화춘 등 한국인에게 친숙하면서도 차별화된 외식 브랜드를 운영해왔으며, 전국적으로 브랜드를 확장하며 대한민국 외식 시장에 뿌리내렸습니다.
2024년, 선샤인푸드라는 새 이름 아래 푸드 비즈니스의 다각화 및 글로벌 진출이라는 비전을 선포하였으며, 단순 외식업을 넘어 F&B 브랜드 개발, 프랜차이즈 사업, 식품 유통 등 종합적인 푸드 비즈니스 기업으로 도약하고 있습니다.
현재 브랜드 리뉴얼 및 신규 사업 확대를 통해 경영 정상화와 지속 가능한 성장을 이루고자 전사적인 노력을 기울이고 있습니다.

## 참고문헌
1. ↑  물타기하다 지분 7% 갖게 된 디딤이앤에프 주주, 직업 ‘모험가’로 표기... 회사 측 “관련 없는 인물”, 조선비즈, 2023.04.08
2. ↑  디딤이엔에프 '슈퍼개미' 주총서 혈투…이사진 물갈이 예고, 이데일리, 2024.01.05
3. ↑  디딤이앤에프 최대주주 변경 D-13…또 CEO 교체?, 딜사이트, 2023.10.24
4. ↑  최아영, “15억 넣은 주식, 물타다 대주주됐네”…‘연안식당’에 무슨일이, 매일경제, 2024-04-03